# Maria Volk (Autorin)
Maria Volk (* 14. Januar 1955 in Donauwörth) ist eine deutsche Autorin.

## Leben
Volk studierte von 1979 bis 1985 an der Akademie der Bildenden Künste München. 1983 erschien ihr Buch Ausgabe I. 1985 erhielt sie den Förderpreis Münchener Literaturjahr. Ab Ende der 1980er Jahre produzierte der Bayerische Rundfunk mehrere Hörspiele von ihr. Straten. Unterirdischer Tourismus wurde im Februar 1996 als Hörspiel des Monats ausgezeichnet.

## Hörspiele
- 1989: Neanderthal Love – Regie: Hans Gerd Krogmann (Kurzhörspiel – BR)
- 1989: Merzbau – Regie: Hans Gerd Krogmann (Kurzhörspiel – BR)
- 1990: eschen junge zwei – Regie: Herbert Kapfer (Hörspiel – BR)
- 1991: goldberg ein dutzend Täuschungen. kommunikation – goldbergvariationen – revolution – erdzeitalter – arithmetik – darwin – besitzverhältnisse – wettbewerb – gleichheit – fortpflanzungsinstitut – dialektik – kommunikation 2 – Regie: Herbert Kapfer (Hörspiel – BR/HR)
- 1993: Blinky – Aufklärungsgespräche – Regie: Karl Bruckmaier (Original-Hörspiel – BR)
- 1996: Straten. Unterirdischer Tourismus – Realisation: Maria Volk (Originalhörspiel – Maria Volk)
  - Auszeichnung: Hörspiel des Monats Februar 1996
- 1996: Rabenstein – Komposition und Regie: Maria Volk, Co-Regie: Peter Lübke (Originalhörspiel – BR)
- 1998: soundpARTy: Maria Volk Goldberg Remix. Live-Hörspiel – Realisation: Ulrich Bassenge (Ars acustica – BR)
- 2000: Revision – Mein Interesse an Architektur – mein Interesse an Trümmern – Komposition, Sprecherin und Regie: Maria Volk (Originalhörspiel – BR)

Quelle: ARD-Hörspieldatenbank

## Quelle
- ARD-Hörspieldatenbank: Maria Volk: Goldberg Remix